# Convolvulus vollesenii
Convolvulus vollesenii är en vindeväxtart som beskrevs av Sebsebe Demissew. Convolvulus vollesenii ingår i släktet vindor, och familjen vindeväxter. Inga underarter finns listade i Catalogue of Life.